# Confrontos entre Athletico Paranaense e Fluminense no futebol
Athletico Paranaense e Fluminense fazem um importante confronto interestadual brasileiro, envolvendo os estados do Paraná e do Rio de Janeiro.
Até 11 de dezembro de 2018, o Athletico adotava o nome de Clube Atlético Paranaense, mudando então o nome para a grafia atual, Club Athletico Paranaense.

## Introdução
Esse confronto reúne dois clubes campeões brasileiros, clubes que se confrontam desde 1935 e que travaram importantes partidas que decidiram título interestadual e em mata-matas que depois redundariam em títulos nacionais para Athletico ou Fluminense.
As partidas mais importantes foram a final da edição inicial da Primeira Liga em 2016, quando o Fluminense sagrou-se campeão ao vencer o Athletico por 1–0 em Juiz de Fora, e a semifinal do Campeonato Brasileiro de 2001, disputada na Arena da Baixada e vencida pelo Furação por 3–2, na campanha que deu ao Athletico o seu título de campeão brasileiro, como igualmente foram importantes as disputadas no no mata-mata pelas quartas-de-final Copa do Brasil de 2007, quando o Tricolor desclassificaria o Athletico na Arena da Baixada, vindo a ser campeão posteriormente, e pelas semifinais da Copa Sul-Americana de 2018, quando o Athletico desclassificaria o Fluminense no Maracanã, sagrando-se campeão ao final dessa competição.
Mesmo nas categorias de base os dois clubes costumam disputar jogos intensos, com o Fluminense sagrando-se campeão do Campeonato Brasileiro Sub-17 de 2020 na Arena da Baixada ao vencer o Athletico por 2–1, repetindo o resultado anterior da partida disputada no Estádio Luso-Brasileiro.

## História
A primeira partida foi a vitória tricolor por 4–0 no dia 30 de janeiro de 1935, em partida realizada na cidade de Curitiba, local também das cinco partidas seguintes, até o ano de 1974.
No ano de 1947, o Fluminense conquistou a Taça V. C. Borba em disputa com o Atlhletico, ao vencer o adversário em Curitiba por 4–0.
O empate por 1–1 em Curitiba pela última rodada da Fase de Classificação habilitou o clube carioca para o quadrangular decisivo do campeonato nacional de 1970, quando o Fluminense conquistou o seu primeiro título brasileiro.
Na vitória atleticana por 3–2 no Estádio de Laranjeiras em 1996, o goleiro atlhleticano e ex-jogador do Fluminense, Ricardo Pinto, provocou a Torcida Tricolor e gerou uma grande confusão, com direito a invasão de campo e atos de violência por parte da torcida do Fluminense. Nesse mesmo Campeonato Brasileiro, gravações divulgadas pelo Jornal Nacional apontavam o então diretor de árbitros da CBF, o falecido Ivens Mendes, tentando extorquir dinheiro de dirigentes de clubes insinuando facilitações, e entre eles estaria Mário Celso Petraglia, do clube parananense. O escândalo de grandes proporções fez com que a CBF anulasse o rebaixamento do Flu e ainda punisse o Furacão com perda de cinco pontos no Campeonato Brasileiro seguinte.

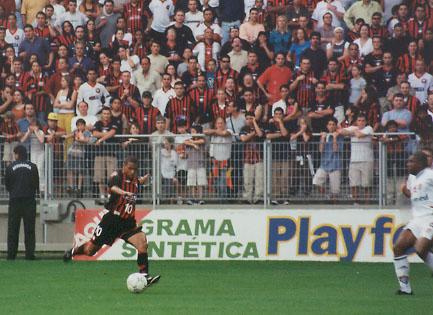
Confronto entre as equipes na Arena da Baixada, em 2001.

A vitória do Furacão sobre o Tricolor pelas semifinais do Campeonato Brasileiro de 2001 é considerada uma das partidas mais emblemáticas da História do Athletico, pelas circunstâncias da partida e por garantir vaga na final perante mais de 30.000 torcedores.

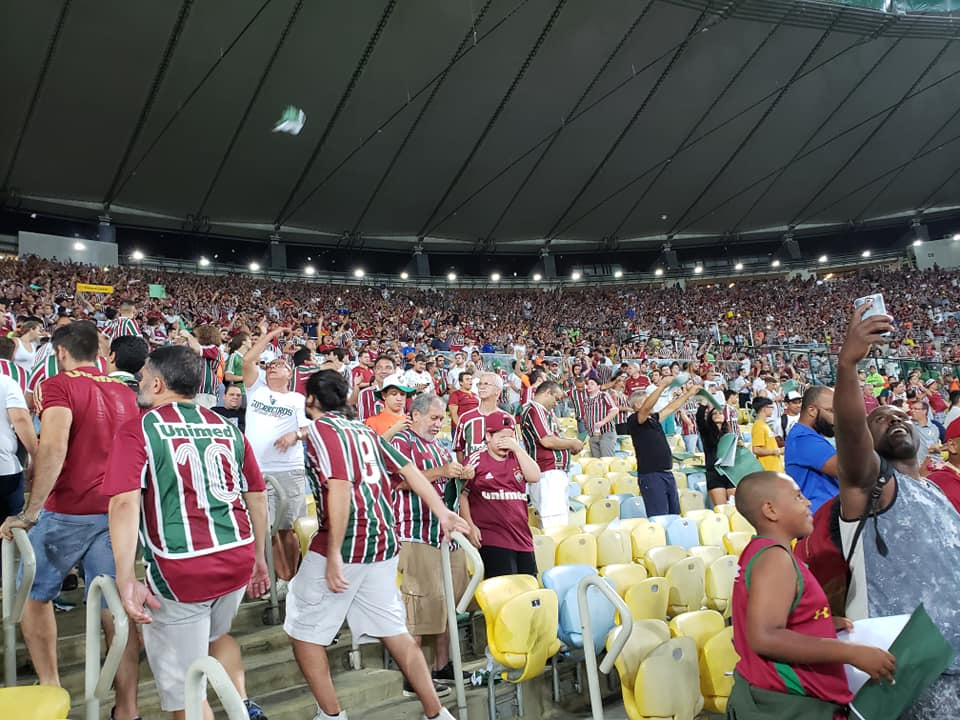
Torcida Tricolor após a semifinal da Copa Sul-Americana de 2018, contra o Athletico-PR.

A vitória do Fluminense por 2–1 sobre o Athletico pelo Campeonato Brasileiro de 2009, no dia 15 de novembro, registrou o recorde de público deste confronto, com 55 030 torcedores presentes ao Maracanã. Além desse, outros dois jogos registraram públicos acima de 40 000, ambos no Rio de Janeiro: 43 691 torcedores no empate por 1–1 em 15 de novembro de 2016 e 40 005 torcedores na vitória do Flu por 3–1 em 31 de julho de 2010.
Em partida válida pelo primeiro turno do Campeonato Brasileiro de 2018, o Fluminense venceu o Atlhletico por 2–0 em 20 de maio, na 50ª partida do confronto, bastante equilibrado, até então: 20 vitórias do Atlhletico, 19 vitórias do Flu e 11 empates, com 70 gols pró Fluminense e 64 pró Atlhletico. No total e até então, foram 27 partidas disputadas com o mando do Athletico, 22 com o mando do Fluminense, e uma em campo neutro, considerando como tal a partida disputada em Juiz de Fora (MG), na verdade uma cidade muito próxima do Estado do Rio de Janeiro.
A vitória atlhleticana por 2–0 em 7 de novembro de 2018 na Arena da Baixada foi a primeira partida por uma competição oficial da Conmebol, válida pelas semifinais da Copa Sul-Americana, com o Athletico vindo a vencer novamente o Fluminense no jogo de volta por 2 a 0, classificando-se para as finais da competição, sagrando-se campeão ao seu final.
Em partida válida pelo Campeonato Brasileiro de 2021 o Fluminense venceu o Athletico por 1–0 na Arena da Baixada, com gol contra do zagueiro rubro-negro Zé Ivaldo, mesmas circunstâncias da partida realizada no mesmo local na edição anterior, quando o Fluminense chegou a vitória com gol contra do também zagueiro Aguilar e igualmente por 1–0.

## Ídolos
A dupla ofensiva Assis e Washington, apelidada de "Casal 20", nome de um famoso seriado de TV em sua época vitoriosa, veio do Athletico para o Fluminense em 1983, sendo ídolos em comum dos dois clubes. Outro Washington, esse apelidado de "Coração Valente", que jogou a partir dos anos 1990, também conseguiu marcar época nos dois clubes.

## Jogos decisivos
FinaisO Athletico-PR conquistou o Brasileirão, em 2001, e a Copa Sul-Americana, em 2018.
Em 2016, o Fluminense conquistou o troféu da Primeira Liga em cima do Athletico Paranaense.
Taças
Em 1947, o Fluminense conquistou a Taça V. C. Borba em cima do Athletico Paranaense.
Jogo importanteO Fluminense conquistou a Copa do Brasil, em 2007, e a Primeira Liga, em 2016.
Em 1970, ao empatar com o Athletico Paranaense o Fluminense habilitou-se para o quadrangular decisivo do Campeonato Brasileiro. Com uma campanha vitoriosa, o tricolor das Laranjeiras conquistou o seu 1º título do Brasileirão.
Mata-matas em competições da CBF
Em 2001, o Athletico Paranaense eliminou o Fluminense nas semifinais do Campeonato Brasileiro. Na decisão, o furacão conquistou o título inédito do Brasileirão.
Em 2007, o Fluminense eliminou o Athletico Paranaense nas quartas de final da Copa do Brasil e avançou até a decisão. Na final, o tricolor carioca conquistou o título inédito do torneio.
Mata-matas em competições da Conmebol
Em 2018, o Athletico Paranaense eliminou o Fluminense nas semifinais da Copa Sul-Americana. Na final, o furacão conquistou o seu 1º título da competição continental.

## Outras estatísticas
Cidades e estados
Foram disputadas 32 partidas no Paraná, 27 no Rio de Janeiro e 1 em Minas Gerais. A partida realizada no Estado de Minas Gerais aconteceu na cidade de Juiz de Fora, além de Curitiba e Rio de Janeiro tendo sido disputados jogos também nas cidades de Macaé, Mesquita e Volta Redonda, no Estado do Rio de Janeiro, e em Londrina, no Estado do Paraná, um total de 7 cidades diferentes em 3 estados.
Principais estádios
12 estádios receberam os confrontos, sendo que 23 partidas foram disputadas na Arena da Baixada, com 9 vitórias do Athletico, 8 do Fluminense e 6 empates, 34 gols a favor do Athletico e 29 a favor do Fluminense e 17 disputadas no Maracanã, estádios que sediaram a maioria dos jogos. No Maracanã foram 7 vitórias do Fluminense, 7 do Athletico e 3 empates, com 23 gols a favor do Fluminense e 18 a favor do Athletico.
Campeonato Brasileiro
Pelo Campeonato Brasileiro Unificado foram 51 jogos, com 22 vitórias do Athletico, 19 vitórias do Fluminense e 11 empates, 73 gols a favor do Athletico e 69 gols a favor do Fluminense. A primeira partida entre os dois na competição nacional, ocorreu em 1968, válido pelo Torneio Roberto Gomes Pedrosa, vitória por 3–1 do Atlético em Curitiba.

## Recordes
Artilheiros
O maior artilheiro do Fluminense contra o Athletico é um dos ídolos em comum dos dois clubes, Washington, o "Coração Valente", com 5 gols nos anos 2000.
Maiores goleadas
As vitórias do Fluminense por 4–0, nas duas primeiras partidas, em 30 de janeiro de 1935 e em 26 de janeiro de 1947, são as maiores goleadas do confronto.
Partida com mais gols
A vitória athleticana por 5–2 em 27 de março de 1949 é a partida com mais gols e também a maior goleada atleticana.
Séries
A maior série invicta é athleticana, 12 jogos, de 27 de março de 1949 até 18 de outubro de 2000, com 9 vitórias e 3 empates, 8 jogos no Paraná. Já a favor do Fluminense é de 10 jogos, de 15 de novembro de 2009 até 12 de julho de 2015, 5 jogos no Rio de Janeiro.

## Maiores públicos

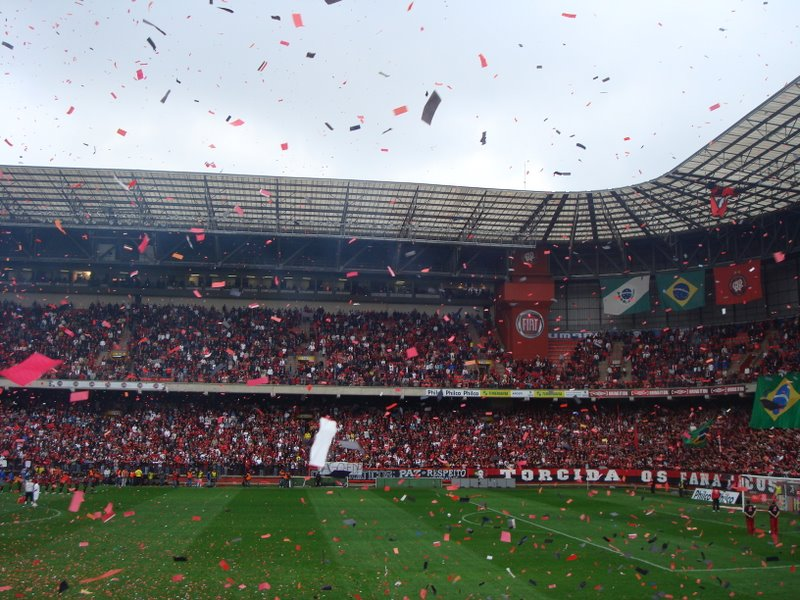
Torcida do Athletico Paranaense.

- Torcida do Athletico Paranaense.Aonde não constam os públicos pagantes e presentes, a referência é aos pagantes, acima de 20 000 presentes. No caso da partida de Juiz de Fora, não houve gratuidades.[14][22]

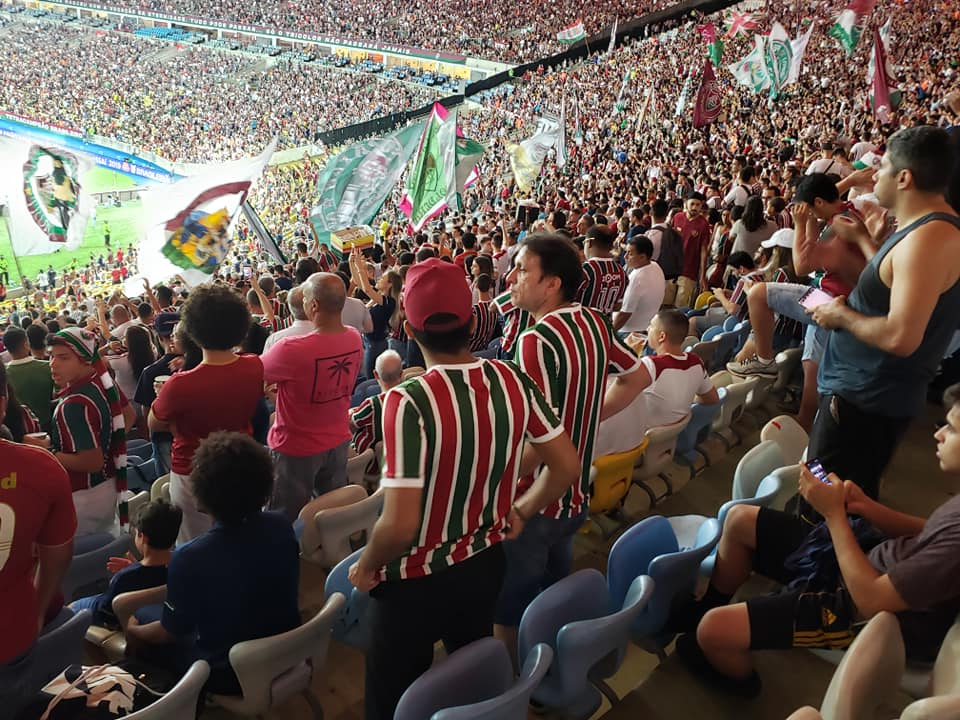
Torcida do Fluminense.

1. Torcida do Fluminense.Fluminense 2–1 Athletico, 55 030, Maracanã, 15 de novembro de 2009, Campeonato Brasileiro de 2009 (52 511 pagantes).
2. Fluminense 1–1 Athletico, 43 691, Maracanã, 15 de novembro de 2016, Campeonato Brasileiro de 2016 (39 877 pagantes).
3. Athletico 1–1 Fluminense, 41 375, Arena da Baixada, 01 de dezembro de 2024, Campeonato Brasileiro de 2024.
4. Fluminense 3–1 Athletico, 40 005, Maracanã, 31 de julho de 2010, Campeonato Brasileiro de 2010 (30 763 pagantes).
5. Fluminense 1-0 Athletico, 39 465, Maracanã, 22 de outubro de 2024, Campeonato Brasileiro de 2024.
6. Fluminense 2–0 Athletico, 38 598, Maracanã, 22 de abril de 2023, Campeonato Brasileiro de 2023.
7. Fluminense 0–2 Athletico, 37 208, Maracanã, 28 de novembro de 2018, Copa Sul-Americana de 2018 (35 451 pagantes).
8. Athletico 3–2 Fluminense, 30 458, Arena da Baixada, 9 de dezembro de 2001, Campeonato Brasileiro de 2001 (24 117 pagantes).
9. Athletico 2–0 Fluminense, 28 403, Arena da Baixada, 7 de julho de 2018, Copa Sul-Americana de 2018 (26 241 pagantes).
10. Athletico 0–1 Fluminense, 24 496, Arena da Baixada, 9 de maio de 2007, Copa do Brasil de 2007 (19 251 pagantes).
11. Fluminense 1–0 Athletico, 23 985, Mário Helênio, 20 de abril de 2016, Primeira Liga de 2016 (23 985 pagantes).
12. Athletico 2–2 Fluminense, 23 630, Arena da Baixada, 27 de agosto de 2023, Campeonato Brasileiro de 2023.
13. Athletico 2–2 Fluminense, 23 447, Arena da Baixada, 24 de outubro de 2010, Campeonato Brasileiro de 2010 (22 132 pagantes).
14. Fluminense 1–1 Athletico, 22 766, Maracanã, 2 de maio de 2007, Copa do Brasil de 2007 (18 897 pagantes).
15. Fluminense 2–1 Athletico, 22 537, Maracanã, 25 de outubro de 2014, Campeonato Brasileiro de 2014 (18 845 pagantes).

Por décadas
2001/2010: 6.
2011/2020: 5.
2021/2030: 4.
No Estádio Raulino de Oliveira
1. Fluminense 4–1 Athletico, 16 063, 27 de outubro de 2005, Campeonato Brasileiro de 2005.

## Todos os confrontos
Legenda:
 Campeão em jogo válido por final de campeonato ou em rodada que decidiu o título.
 Vice-campeão em jogo válido por final de campeonato ou em rodada que decidiu o título.
| Lista de jogos | Lista de jogos | Lista de jogos | Lista de jogos | Lista de jogos          | Lista de jogos      | Lista de jogos    | Lista de jogos | Lista de jogos | Lista de jogos |
| Data           | Time mandante  | Placar         | Time visitante | Competição              | Estádio             | Local             | V.Ath          | E              | V.Flu          |
| -------------- | -------------- | -------------- | -------------- | ----------------------- | ------------------- | ----------------- | -------------- | -------------- | -------------- |
| 30/01/1935     | Atlético       | 0–4            | Fluminense     | Partida amistosa        | Belfort Duarte      | Curitiba          |                |                | 1              |
| 26/01/1947     | Atlético       | 0–4            | Fluminense     | Taça V. C. Borba        | Durival Britto      | Curitiba          |                |                | 2              |
| 27/03/1949     | Atlético       | 5–2            | Fluminense     | Partida amistosa        | Belfort Duarte      | Curitiba          | 1              |                |                |
| 18/09/1968     | Atlético       | 3–1            | Fluminense     | Campeonato Brasileiro   | Durival Britto      | Curitiba          | 2              |                |                |
| 06/12/1970     | Atlético       | 1–1            | Fluminense     | Campeonato Brasileiro   | Belfort Duarte      | Curitiba          |                | 1              |                |
| 30/03/1974     | Atlético       | 3–0            | Fluminense     | Campeonato Brasileiro   | Belfort Duarte      | Curitiba          | 3              |                |                |
| 06/07/1974     | Fluminense     | 0–1            | Atlético       | Campeonato Brasileiro   | Maracanã            | Rio de Janeiro    | 4              |                |                |
| 28/06/1984     | Atlético       | 1–1            | Fluminense     | Partida amistosa        | Couto Pereira       | Curitiba          |                | 2              |                |
| 12/11/1988     | Fluminense     | 0–2            | Atlético       | Campeonato Brasileiro   | Laranjeiras         | Rio de Janeiro    | 5              |                |                |
| 17/02/1991     | Fluminense     | 0–2            | Atlético       | Campeonato Brasileiro   | Laranjeiras         | Rio de Janeiro    | 6              |                |                |
| 30/03/1992     | Atlético       | 1–0            | Fluminense     | Campeonato Brasileiro   | Pinheirão           | Curitiba          | 7              |                |                |
| 10/11/1996     | Fluminense     | 2–3            | Atlético       | Campeonato Brasileiro   | Laranjeiras         | Rio de Janeiro    | 8              |                |                |
| 03/09/1997     | Atlético       | 0–0            | Fluminense     | Campeonato Brasileiro   | Durival Britto      | Curitiba          |                | 3              |                |
| 18/10/2000     | Atlético       | 1–0            | Fluminense     | Copa João Havelange     | Arena da Baixada    | Curitiba          | 9              |                |                |
| 09/09/2001     | Atlético       | 1–2            | Fluminense     | Campeonato Brasileiro   | Arena da Baixada    | Curitiba          |                |                | 3              |
| 09/12/2001     | Atlético       | 3–2            | Fluminense     | Campeonato Brasileiro   | Arena da Baixada    | Curitiba          | 10             |                |                |
| 25/09/2002     | Fluminense     | 0–1            | Atlético       | Campeonato Brasileiro   | Maracanã            | Rio de Janeiro    | 11             |                |                |
| 31/05/2003     | Fluminense     | 2–1            | Atlético       | Campeonato Brasileiro   | Giulite Coutinho    | Mesquita (RJ)     |                |                | 4              |
| 04/10/2003     | Atlético       | 0–0            | Fluminense     | Campeonato Brasileiro   | Arena da Baixada    | Curitiba          |                | 4              |                |
| 20/07/2004     | Atlético       | 4–1            | Fluminense     | Campeonato Brasileiro   | Arena da Baixada    | Curitiba          | 12             |                |                |
| 07/11/2004     | Fluminense     | 1–2            | Atlético       | Campeonato Brasileiro   | Maracanã            | Rio de Janeiro    | 13             |                |                |
| 20/07/2005     | Atlético       | 3–2            | Fluminense     | Campeonato Brasileiro   | Arena da Baixada    | Curitiba          | 14             |                |                |
| 27/10/2005     | Fluminense     | 4–1            | Atlético       | Campeonato Brasileiro   | Raulino de Oliveira | Volta Redonda     |                |                | 5              |
| 16/04/2006     | Atlético       | 1–2            | Fluminense     | Campeonato Brasileiro   | Arena da Baixada    | Curitiba          |                |                | 6              |
| 26/08/2006     | Fluminense     | 1–2            | Atlético       | Campeonato Brasileiro   | Maracanã            | Rio de Janeiro    | 15             |                |                |
| 02/05/2007     | Fluminense     | 1–1            | Atlético       | Copa do Brasil          | Maracanã            | Rio de Janeiro    |                | 5              |                |
| 09/05/2007     | Atlético       | 0–1            | Fluminense     | Copa do Brasil          | Arena da Baixada    | Curitiba          |                |                | 7              |
| 17/06/2007     | Atlético       | 1–1            | Fluminense     | Campeonato Brasileiro   | Arena da Baixada    | Curitiba          |                | 6              |                |
| 09/09/2007     | Fluminense     | 2–0            | Atlético       | Campeonato Brasileiro   | Maracanã            | Rio de Janeiro    |                |                | 8              |
| 09/07/2008     | Fluminense     | 3–0            | Atlético       | Campeonato Brasileiro   | Maracanã            | Rio de Janeiro    |                |                | 9              |
| 11/10/2008     | Atlético       | 1–3            | Fluminense     | Campeonato Brasileiro   | Arena da Baixada    | Curitiba          |                |                | 10             |
| 02/08/2009     | Atlético       | 1–0            | Fluminense     | Campeonato Brasileiro   | Café                | Londrina          | 16             |                |                |
| 15/11/2009     | Fluminense     | 2–1            | Atlético       | Campeonato Brasileiro   | Maracanã            | Rio de Janeiro    |                |                | 11             |
| 31/07/2010     | Fluminense     | 3–1            | Atlético       | Campeonato Brasileiro   | Maracanã            | Rio de Janeiro    |                |                | 12             |
| 24/10/2010     | Atlético       | 2–2            | Fluminense     | Campeonato Brasileiro   | Arena da Baixada    | Curitiba          |                | 7              |                |
| 30/06/2011     | Fluminense     | 3–1            | Atlético       | Campeonato Brasileiro   | Engenhão            | Rio de Janeiro    |                |                | 13             |
| 24/09/2011     | Atlético       | 1–1            | Fluminense     | Campeonato Brasileiro   | Arena da Baixada    | Curitiba          |                | 8              |                |
| 26/05/2013     | Fluminense     | 2–1            | Atlético       | Campeonato Brasileiro   | Moacyrzão           | Macaé (RJ)        |                |                | 14             |
| 11/09/2013     | Atlético       | 1–1            | Fluminense     | Campeonato Brasileiro   | Durival Britto      | Curitiba          |                | 9              |                |
| 27/07/2014     | Atlético       | 0–3            | Fluminense     | Campeonato Brasileiro   | Arena da Baixada    | Curitiba          |                |                | 15             |
| 25/10/2014     | Fluminense     | 2–1            | Atlético       | Campeonato Brasileiro   | Maracanã            | Rio de Janeiro    |                |                | 16             |
| 12/07/2015     | Atlético       | 1–2            | Fluminense     | Campeonato Brasileiro   | Arena da Baixada    | Curitiba          |                |                | 17             |
| 24/10/2015     | Fluminense     | 0–1            | Atlético       | Campeonato Brasileiro   | Maracanã            | Rio de Janeiro    | 17             |                |                |
| 27/01/2016     | Fluminense     | 0–1            | Atlético       | Primeira Liga do Brasil | Raulino de Oliveira | Volta Redonda     | 18             |                |                |
| 20/04/2016     | Fluminense     | 1–0            | Atlético       | Primeira Liga do Brasil | Mario Helênio       | Juiz de Fora (MG) |                |                | 18             |
| 24/07/2016     | Atlético       | 1–0            | Fluminense     | Campeonato Brasileiro   | Arena da Baixada    | Curitiba          | 19             |                |                |
| 15/11/2016     | Fluminense     | 1–1            | Atlético       | Campeonato Brasileiro   | Maracanã            | Rio de Janeiro    |                | 10             |                |
| 06/06/2017     | Fluminense     | 1–1            | Atlético       | Campeonato Brasileiro   | Maracanã            | Rio de Janeiro    |                | 11             |                |
| 17/09/2017     | Atlético       | 3–1            | Fluminense     | Campeonato Brasileiro   | Arena da Baixada    | Curitiba          | 20             |                |                |
| 20/05/2018     | Fluminense     | 2–0            | Atlético       | Campeonato Brasileiro   | Maracanã            | Rio de Janeiro    |                |                | 19             |
| 16/09/2018     | Atlético       | 3–1            | Fluminense     | Campeonato Brasileiro   | Arena da Baixada    | Curitiba          | 21             |                |                |
| 07/11/2018     | Atlético       | 2–0            | Fluminense     | Copa Sul-Americana      | Arena da Baixada    | Curitiba          | 22             |                |                |
| 28/11/2018     | Fluminense     | 0–2            | Atlético       | Copa Sul-Americana      | Maracanã            | Rio de Janeiro    | 23             |                |                |
| 02/06/2019     | Athletico      | 3–0            | Fluminense     | Campeonato Brasileiro   | Arena da Baixada    | Curitiba          | 24             |                |                |
| 17/10/2019     | Fluminense     | 1–2            | Athletico      | Campeonato Brasileiro   | Maracanã            | Rio de Janeiro    | 25             |                |                |
| 22/08/2020     | Atlhetico      | 0–1            | Fluminense     | Campeonato Brasileiro   | Arena da Baixada    | Curitiba          |                |                | 20             |
| 05/12/2020     | Fluminense     | 3–1            | Athletico      | Campeonato Brasileiro   | Maracanã            | Rio de Janeiro    |                |                | 21             |
| 30/06/2021     | Fluminense     | 1–4            | Athletico      | Campeonato Brasileiro   | Raulino de Oliveira | Volta Redonda     | 26             |                |                |
| 17/10/2021     | Atlhetico      | 0–1            | Fluminense     | Campeonato Brasileiro   | Arena da Baixada    | Curitiba          |                |                | 22             |
| 14/05/2022     | Fluminense     | 2–1            | Atlhetico      | Campeonato Brasileiro   | Raulino de Oliveira | Volta Redonda     |                |                | 23             |
| 03/09/2022     | Athletico      | 1–0            | Fluminense     | Campeonato Brasileiro   | Arena da Baixada    | Curitiba          | 27             |                |                |
| 22/04/2023     | Fluminense     | 2–0            | Atlhetico      | Campeonato Brasileiro   | Maracanã            | Rio de Janeiro    |                |                | 24             |
| 27/08/2023     | Atlhetico      | 2–2            | Fluminense     | Campeonato Brasileiro   | Arena da Baixada    | Curitiba          |                | 12             |                |
| 22/10/2024     | Fluminense     | 1–0            | Atlhetico      | Campeonato Brasileiro   | Maracanã            | Rio de Janeiro    |                |                | 25             |
| 1º/12/2024     | Atlhetico      | –              | Fluminense     | Campeonato Brasileiro   | Arena da Baixada    | Curitiba          |                | 13             |                |